# Onciale 088
L'Onciale 088 (numerazione Gregory-Aland; "α 1021" nella numerazione Soden), è un codice manoscritto onciale del Nuovo Testamento, in lingua greca, datato paleograficamente al V secolo o VI secolo.

## Descrizione
Il codice è composto da 2 spessi fogli di pergamena di 235 per 200 mm, contenenti brani il testo della Prima lettera ai Corinzi (15,53-16,9), e della Lettera a Tito (1,1-13). Il testo è su due colonne per pagina e 24 linee per colonna.
Si tratta di un palinsesto, il testo fu cancellato nel X secolo.

### Critica testuale
Il testo del codice è rappresentativo del tipo testuale alessandrino. Kurt Aland lo ha collocato nella Categoria II.

## Storia
Il codice è conservato alla Biblioteca nazionale russa (Gr. 6, II) a San Pietroburgo.